# Religii taoice
Religiile taoice sunt credințele politeiste care subliniază că originea lor comună este credința în conceptul Tao (calea de armonie dintre Yin și Yang).
Aceste religii taoice formează una dintre cele trei părți majore din religia comparată, alături de religiile occidentale (avraamice) și religiile indiene (dharmice).
Religiile taoice sunt:
- Taoismul
- Confucianismul
- Șintoismul